# 座間市立中原小学校
座間市立中原小学校 （ざましりつなかはらしょうがっこう） は、神奈川県座間市西栗原二丁目にある公立小学校。

## 沿革
この節の出典
- 1984年（昭和59年）4月1日 - 開校。開校時典の児童数648名、学級数19（内障害児学級1）。
- 1985年（昭和60年）3月2日 - 校歌制定および発表、並びに校旗授与。
- 1988年（昭和63年）12月19日 - この日と翌日の2日間、PTAよる開校5周年記念植樹実施。
- 1991年（平成3年）7月1日 - みどりの広場完成。
- 1992年（平成4年）3月1日 - 造形広場完成。
- 1993年（平成5年）
  - 3月20日 - 飼育観察池完成。
  - 5月1日 - 創立十周年記念式典挙行し、祝賀会開催。
- 2003年（平成15年）7月14日 - 創立二十周年を祝う会開催。
- 2008年（平成20年）5月22日 - 創立25周年記念航空写真撮影実施。
- 2013年（平成25年）5月 - 創立30周年記念航空写真撮影実施。
- 2014年（平成26年）4月1日 - 国際級設置。
- 2015年（平成27年）4月30日 - すこやか級設置（肢体不自由）。
- 2016年（平成28年）3月1日 - 中原児童ホーム開設。
- 2019年（令和元年）5月 - かちくぼ教室（放課後子ども教室）開設。

## 学校教育目標
自ら学び、心豊かにたくましく生きる子どもの育成

## 通学区域
出典
- 座間市
  - 入谷東2丁目（6番(1号～22号)・7番・10番(20号～23号)・11番(1号～11号)・12番(1号～13号)・27号・13番(12号～39号)・14番～32番）
  - 入谷東4丁目（1番～2番・4番～33番・34番(1号～12号・19号・21号・33号・34号)・35番・36番・37番(1号～7号・17号～38号)・39番(6号～24号)・77番～80番）
  - 立野台3丁目（全域）
  - 西栗原（全域）
  - 南栗原5丁目（19番～25番）
  - 南栗原6丁目（全域）

## 進学中学校
出典
- 座間市
  - 座間市立栗原中学校 - 南栗原を除く地区から通う児童の主な進学先
  - 座間市立南中学校 - 南栗原地区から通う児童の主な進学先

## アクセス
出典
- 小田急電鉄小田急線座間駅より、徒歩20分。
- 相模鉄道本線かしわ台駅より、徒歩15分。
- 学校ホームページには記載無いが、相鉄本線かしわ台駅から、座間市コミュニティバス「ザマフレンド号・Aさがみ野コース」で19分、「中原小学校前」停留所からもアクセス可能[5]。